# Descent: FreeSpace - The Great War
 (juin 2016).
Si vous disposez d'ouvrages ou d'articles de référence ou si vous connaissez des sites web de qualité traitant du thème abordé ici, merci de compléter l'article en donnant les références utiles à sa vérifiabilité et en les liant à la section « Notes et références ».
Descent: FreeSpace - The Great War est un jeu vidéo de combat spatial développé par Volition et édité par Interplay Entertainment, sorti en 1998 sur Windows et Amiga.

## Synopsis
Les évènements se déroulent en 2335. Au début du jeu, la GTA (Galactic Terran Alliance) est en guerre avec le PVE (Parliamentary Vasudan Empire) depuis quatorze ans. Un jour, une troisième race, connue sous le nom de « Shivan », fit son apparition. Les Terriens et les Vasudans furent alors directement menacés par leur énorme flotte de guerre, menée par leur vaisseau-amiral, désigné « SD Lucifer ». En conséquence, les deux ennemis Terriens et Vasudans formèrent une alliance hâtive pour défaire ces envahisseurs. Un groupe de fervents Vasudans, dénommés « Hammer of Light », tentèrent alors de déstabiliser l'Alliance, croyant que les Shivans étaient des dieux.
La découverte d'une quatrième race éteinte il y a des millénaires, connue sous le nom d'« Anciens », permit à l'Alliance d'apprendre nombre de choses, tel le récit de la guerre entre les Anciens et les Shivans, et la façon dont il était possible de les vaincre dans le voyage sub-spatial. – Le voyage sub-spatial interstellaire se déroule au travers de portails. Ces portails sont des phénomènes naturels qui permettent de connecter les différents systèmes solaires de la Galaxie entre eux, permettant un voyage rapide entre ces systèmes par l'utilisation des « portails de saut » (jump nodes). C'est grâce à la maîtrise de ces portails de saut, que les Terriens et les Vasudans se sont aussi rapidement développés dans la Galaxie.
Les flottes Terriennes et Vasudans se révélèrent incapables de résister aux assauts répétés de la flotte Shivan, menée par le Lucifer. Le Lucifer possédait un type de bouclier énergétique particulier qui le rendait insensible à l'armement Terrien et Vasudan. Malgré quelques succès mineurs de la part des Terriens et des Vasudans, ils furent tous deux repoussés. Les systèmes des deux races furent systématiquement anéantis, tandis que les Shivans progressaient de plus en plus profondément dans la Galaxie. Ils parvinrent même à atteindre la maison-mère des Vasudans, Vasuda Prime, et la rendirent totalement inhabitable.
La mission finale de FreeSpace 1 prend place dans le sub-espace, à la suite de l'entrée dans un portail de saut du Lucifer, en direction du Soleil. Du fait de l'incapacité pour le Lucifer d'activer ses boucliers durant un voyage sub-spatial, la GTA planifiait d'attaquer le Lucifer avec le GTD Bastion, mais lorsque le Bastion s'aperçut qu'il ne serait pas en mesure d'accomplir sa mission à temps, il décida d'envoyer un petit détachement de chasseurs et de bombardiers dans le portail de saut, en même temps que le Lucifer. La force de frappe de ce détachement fut en mesure de détruire les cinq réacteurs principaux du Lucifer. En conséquence, le Lucifer sortit du portail en si mauvais état qu'il explosa, détruisant le portail de saut du système Solaire. Les Terriens et les Vasudans sont sans nouvelles de la Terre depuis ce jour.
L'extension Silent Threat prend place après l'effondrement du portail de saut du système Solaire. Il permet de suivre la chute d'une faction rebelle de la GTI (Galactic Terran Intelligence) qui essayait d'utiliser la technologie Shivan pour détruire la GTA. La GTI parviendra à construire le GTD Hades, un nouveau type de super-destroyer comportant de la technologie et de l'armement Shivan. Il sera détruit à la fin de la campagne et la faction rebelle sera dissoute.

## Les races

### Terriens
Dans l'univers de FreeSpace, les Terriens se sont déployés jusqu'aux confins de la Galaxie, grâce à leur maîtrise de la technologie du voyage sub-spatial, grâce à quoi l'Humanité a pu conquérir de nouveaux systèmes solaires. L'expansion de leur sphère d'influence va les faire entrer en conflit avec les Vasudans, conflit qui sera annulé à cause de l'arrivée des Shivans et du début de la « Grande Guerre » (The Great War). Les factions Terriennes obéissent à la GTA, qui évoluera plus tard en la GTVA.
Le design des vaisseaux Terriens de FreeSpace 1 rappelle celui des avions du 20e/XXIe siècle. La forme des plus gros vaisseaux (cargos, bâtiments de guerre) tend vers des formes prismatiques, tandis que les chasseurs ressemblent à des avions de chasse atmosphériques, les bombardiers mélangeant les deux styles.

### Vasudans
Les Vasudans sont grands, bipèdes et aptes à survivre dans des environnements difficiles, telle que leur planète d'origine Vasuda Prime. Il s'agit d'une civilisation de philosophes, d'artistes et d'érudits. Ils reçoivent l'enseignement de leurs ancêtres, percevant l'histoire, non comme une chronologie linéaire d'évènements, mais comme un espace où règne à la fois les vivants et les morts. Leur nom provient probablement du nom Hindou Vasudeva.
Pour les Terriens, la société Vasudan apparaît comme renfermée sur elle-même et ritualiste. Les Vasudans peuvent eux-mêmes sembler arrogants, perfides et superstitieux. D'un autre côté, les Vasudans tendent à considérer les Terriens comme agressifs, paranoïaques et stupides. Trente-deux ans d'échanges pacifiques entre les deux communautés ont aidé à déconstruire ces stéréotypes.
La réussite suprême de la civilisation Vasudan est sans conteste son langage. Pour les Terriens moyens, les règles qui le régissent sont complètement incompréhensibles. La syntaxe et le vocabulaire utilisés dépendent de différents facteurs, tels l'âge de celui qui parle, son rang et sa caste, l'heure du jour, la période du calendrier Vasudan et enfin, la position relative de celui qui parle par rapport à la position de l'Empereur. Cela se traduit par l'existence de plusieurs alphabets, de douzaines de temps de conjugaison et de milliers de dialectes. La difficulté de la compréhension de ce langage pour les Terriens fut un des facteurs qui provoquèrent la guerre de quatorze ans. Un appareil de traduction a été standardisé sur tous les systèmes de communication de la GTVA, permettant aux deux communautés de se comprendre les unes les autres.
Puisque le monde d'origine des Vasudans était essentiellement désertique, les Terriens ont utilisé des dénominations Égyptiennes pour désigner les vaisseaux Vasudans durant la guerre de quatorze ans et la « Grande Guerre ». Après la défaite des Shivans, les Vasudans ont insisté pour maintenir cette convention de désignation. L'Empereur a fortement reconnu l'identité des Vasudans dans l'histoire de l'Égypte Ancienne, particulièrement la longévité de sa civilisation. Suivant l'exemple de l'Empereur, les Vasudans prennent pour désignation de leurs vaisseaux les noms issus des mythes et de l'histoire de l'Égypte Ancienne.

### Shivans
Les Shivans (dont le nom provient du dieu Hindou de la destruction et de la régénération Shiva) sont une race ancienne et destructrice, qui a exterminé d'innombrables races et qui s'est récemment confrontée aux Terriens et Vasudans dans deux guerres dévastatrices. Les Shivans possèdent un exosquelette noir, cinq jambes, trois yeux et sont apparemment une forme de vie cybernétique, composée à la fois d'éléments organiques et inorganiques, dont un fusil à plasma. Ils sont extrêmement puissants physiquement et très bien adaptés aux environnements où la gravité est faible, ayant probablement évolués sans. Le Shivan type mesure entre 4 et 5 mètres de long et sa hauteur varie entre 2,5 et 3,5 mètres selon sa posture.
Une poignée de Shivans seulement purent être capturés, et toutes les recherches sur des spécimens vivants durent s'interrompre à la fin de la « Grand Guerre », sur ordre de la branche du renseignement de la GTA. Les résultats de ces recherches demeurent top secret.
Dans FreeSpace 1, le narrateur (un Ancien) spécule que les Shivans sont inextricablement liés au sub-espace ; ils semblent provenir du sub-espace lui-même et recensent toutes les races qui y voyagent au travers, dans le but de les exterminer. À la fin de FreeSpace 1, une théorie est émise selon laquelle les Shivans seraient le système immunitaire de la Galaxie, car ils apparaissent et exterminent toute espèce développant le voyage sub-spatial. Ce faisant, ils empêchent n'importe quelle espèce de s'étendre dans toute la Galaxie et de dominer les autres races. Si cette théorie se révélait exacte, alors les Terriens ne se seraient jamais développés sans l'intervention des Shivans pour anéantir les Anciens, les empêchant ainsi de conquérir la Terre. De la même manière, Les Anciens ne se seraient jamais développés sans l'aide des Shivans pour les protéger de la conquête des races qui naquirent avant eux.

### Les Anciens
Les Anciens formaient une espèce qui a conquis une large portion de la Galaxie, y compris certains systèmes qui appartiendront plus tard aux Terriens et aux Vasudans. Cette race fut exterminée il y a 8 000 ans. Grâce à leur technologie, aucun ennemi ne fut jamais capable de résister à leur supériorité, jusqu'à ce qu'ils rencontrent les Shivans. Toutes les armes et technologies Anciennes se sont alors révélées inefficaces face à la technologie nettement supérieure des bouclier Shivans, et ils furent totalement exterminés, à la suite d'une guerre prolongée. Les Anciens avaient pourtant découvert une faiblesse dans la technologie des boucliers Shivans – ils sont inutilisables dans le sub-espace – et développèrent un plan pour traquer les vaisseaux Shivans dans le sub-espace et les détruire. Malheureusement, il était trop tard pour mettre ce plan à exécution, les Shivans ayant envahi tous les systèmes Anciens avant que ce point faible n'ait été découvert.
Durant la campagne de FreeSpace 1, des inscriptions Anciennes sont retrouvées par des archéologues Vasudans et sont utilisées par l'Alliance pour détruire le Lucifer et remporter la « Grande Guerre ». Il est également spéculé que les Terriens et Vasudans eux-mêmes n'auraient pas survécu, si les Anciens avaient été capables de se propager et de se développer dans toute la Galaxie, et ainsi, dans un étrange renversement de l'histoire, faire des Shivans les sauveurs des races Terriennes et Vasudans.
Dans FreeSpace 1, l'histoire des Anciens est narrée par les différentes cinématiques montrant des champs d'étoiles, planètes et autres corps célestes, tandis qu'un narrateur entonne calmement un dialogue sur la croissance et la défaite de l'empire Ancien. Ceux-ci semblaient croire que les Shivans étaient une race de destructeurs cosmiques, et que l'extinction de leur espèce était un acte de punition pour avoir outrepassé l'ordre cosmique établi. Le narrateur Ancien a une voix doublée d'un écho synthétique, et il en va de même pour la voix humaine (probablement le personnage principal) durant les cinématiques.

## Système de jeu
Le gameplay des deux opus est identique, à ceci près que FreeSpace 2 ajoute quelques éléments supplémentaires (canons DCA et canons à rayons sur les destroyers, plus de vaisseaux disponibles, etc.).
Le joueur incarne un pilote et doit combattre dans l'Alliance, puis dans la GTVA. De nombreux vaisseaux sont disponibles, allant du chasseur de reconnaissance « Loki » au bombardier lourd « Ursa », en passant par le chasseur lourd « Hercules mark 2 ». Les appareils disposent d'un bouclier énergétique, de canons (cinétiques et énergétiques) et de missiles pour en découdre avec l'ennemi. Des vaisseaux plus grands et plus imposants participent également aux affrontements spatiaux. Ces monstres de l'espace sont armés de canons DCA (qui ont rapidement raison des chasseurs), de tourelles laser, de lance-missiles et de très impressionnants canons à rayons, qui sont assez saisissant visuellement et permettent aux vaisseaux-amiraux et aux destroyers de désintégrer leurs homologues ennemis. Tous les sous-systèmes (armement principal, moteurs, communications, etc.) et les moyens de défense (canon DCA, tourelles laser, etc.) peuvent être ciblés et détruits séparément, donnant lieu à des missions au rythme très soutenu.
Le joueur doit fixer la répartition de l'énergie de son vaisseau (armement, moteurs, bouclier), et doit détruire ses ennemis avec ses armes principales et ses missiles. Il est à la tête d'une escadre et peut donner des ordres à ses ailiers, qui les exécuteront jusqu'à la mort, à moins que le joueur ne leur donne l'ordre de se retirer avant le moment fatidique.